# IF Sylvia
IF Sylvia is een Zweedse voetbalclub uit Norrköping die in de Division 2 uitkomt. De club werd op 19 mei 1922 opgericht. In 2007 degradeerde de club uit de tweede klasse en sindsdien komt het afwisselend uit in de Ettan of Division 2. 

## Bekende (oud-)spelers
- Sulo Vaattovaara